# هولوبي (محافظة فولين)
هولوبي (Голоби) هي بلدة من النمط المدني في محافظة فولين في أوكرانيا.